# مطار ترنوبل الدولي
مطار ترنوبل الدولي أو مطار ترنوبل (إياتا: TNL، إيكاو: UKLT) مطار في أوكرانيا يبعد 8 كم جنوب شرق مدينة ترنوبل. يقوم المطار بخدمة الرحلات الصغيرة والمتوسطة الحجم في المدينة.